# Lionel Assouad
Lionel Assouad, né le 12 août 1930 à Paris 17e, et mort le 6 février 2010 à Clichy, est un homme politique français. 

## Biographie
Lionel Assouad est maire du 14e arrondissement de Paris de 1983 à 2001 (trois mandats successifs) sous l'étiquette politique du Rassemblement pour la République (RPR).
Lionel Assouad est également député du 18 octobre 1995 au 21 avril 1997.
Au terme de sa carrière ministérielle[Laquelle ?], il est directeur communication de Péchiney-Ugine-Kuhlmann (1976-80), ensuite il devient maire d'arrondissement.

## Hommage
- Jardin Lionel-Assouad (14e arrondissement de Paris)